# Bart temnoty
Bart temnoty (v anglickém originále Bart of Darkness) je 1. díl 6. řady (celkem 104.) amerického animovaného seriálu Simpsonovi. Scénář napsal Dan McGrath a díl režíroval Jim Reardon. V USA měl premiéru dne 4. září 1994 na stanici Fox Broadcasting Company a v Česku byl poprvé vysílán 23. června 1995 na stanici ČT1.

## Děj
Bart a Líza se zoufale snaží zchladit, zatímco Springfield sužuje vlna veder. V tom do jejich ulice náhle přijede Otto Mann s návěsem a bazénem na korbě auta. Poté, co si děti ze sousedství krátce užijí v bazénu, Otto prohlásí, že jejich čas vypršel, a přizná Bartovi, že nemá dost velký rozpočet na to, aby mohl kamion provozovat déle než jeden den v roce. Zklamaní Bart a Líza přemluví Homera, aby koupil bazén k jejich domu. Když se rozkřikne, že Simpsonovi mají vlastní bazén, objeví se u jejich domu obrovský zástup dětí ze Springfieldské základní školy, jež si v něm chtějí zaplavat. Bart se odhodlá k ambicióznímu pokusu o skok do bazénu z domku na stromě, ale Nelson Muntz odvede Bartovu pozornost natolik, že Bart spadne na zem a zlomí si levou nohu. 
Doktor Dlaha nařídí, aby Bart strávil zbytek léta se sádrou na zlomené noze, takže nemůže plavat v bazénu ani se stýkat s ostatními dětmi. Brzy se stáhne do svého pokoje, kde začne špehovat okolní domy pomocí dalekohledu, který si půjčil od Lízy. Té noci se Bart začne obávat o svého souseda Neda Flanderse poté, co uslyší ženský křik z Flandersova domu a pak je svědkem toho, jak Ned kope na dvorku hrob a přitom vyjadřuje výčitky svědomí, že se z něj stal vrah. Druhý den Bart zaslechne, jak Ned říká svým synům Rodovi a Toddovi, že jejich matka je „u Boha“ a oni se k ní brzy připojí. To vše vede Barta k domněnce, že Ned tajně zavraždil svou ženu Maude a nyní se chystá udělat totéž s jejich dětmi. 
Líza si mezitím libuje ve své nově nabyté popularitě u školáků, která je přímým důsledkem bazénu. Homer a Marge si také najdou čas, aby si užili bazén sami, i když Homerův nepovedený pokus o chlorování vody v bazénu způsobí školákům problémy, když se druhý den vrátí. Lízino období oblíbenosti se také ukáže jako krátkodobé, když ji ostatní děti opustí ve prospěch Martina Prince, jehož rodina má nyní ještě větší bazén než Simpsonovi. 
Bez pozornosti ostatních dětí si Líza brzy všimne Bartových obav z toho, co by mohl Ned chystat, a neochotně souhlasí, že mu pomůže s vyšetřováním tím, že se vplíží do domu Flandersových, zatímco Ned není doma. Plán se však zvrtne, když Ned nečekaně přijde domů dřív a vstoupí do domu se sekerou v ruce. Bart, jenž se bojí, co se podle něj stane Líze, když ji Ned chytí, vyskočí ze židle a snaží se Neda pronásledovat i přes zlomenou nohu. Pronásleduje Neda až na půdu, kde se Líza schovala, a oba začnou křičet hrůzou. Ned přitom jen vkládá sekeru do držáku a zmateně se ptá Barta a Lízy, co se děje. Když ho Bart obviní ze zabití Maude, šokem omdlí. 
Poté, co policie přijede Neda vyslechnout, zjistí, že Maude je živá a zdravá a právě se vrátila z pobytu „s Bohem“ na biblickém táboře na venkově. Bart na Neda naléhá ohledně hrobu, který vykopal na zahradě, a donutí ho, aby s pláčem přiznal, že hrob byl pro Maudin oblíbený fíkus benjamin, který omylem přelil. Když Ned vidí, jak policie vykopává mrtvou rostlinu z jeho dvorku, spustí vysoký výkřik, který zní jako ženský hlas, a Bart v něm pozná výkřik, jejž původně slyšel. Všechny Bartovy přetrvávající otázky jsou nyní zodpovězeny a Ned je zbaven jakéhokoli podezření z trestného činu. 
Martinova radost z toho, že je novým populárním dítětem, ho přejde, když přecení kapacitu bazénu, který se fyzickým vypětím rozpadne. Nelson jako poslední urážku strhne Martinovi plavky a všichni školáci naštvaně odejdou. Martin, stojící nahý a sám uprostřed trosek, si začne slavnostně zpívat „Summer Wind“ a pozoruje západ slunce.

## Produkce
V šesté řadě stanice Fox přesunula Simpsonovy zpět na původní nedělní večerní čas 20.00, v tomto čase se seriál během předchozích čtyř řad vysílal ve čtvrtek. Od té doby se seriál drží v tomto vysílacím čase.
Za scenáristu epizody byl vybrán Dan McGrath, režie se ujal Jim Reardon. Díl byl původně vyroben jako finále páté řady, ale byl přeložen a odvysílán jako premiéra šesté série. Důvodem bylo, že epizoda byla spolu s Lízinou rivalkou ve výrobě v době zemětřesení v Northridge v roce 1994. Zemětřesení poškodilo velkou část budovy Film Roman, v níž pracovali scenáristé a animátoři Simpsonových, a donutilo je na tři měsíce se odstěhovat a pokračovat ve výrobě v provizorní budově. Jediní zaměstnanci, kteří čekali na práci, byli budoucí showrunneři seriálu Bill Oakley a Josh Weinstein. Díky tomu dostali zaměstnanci na práci na epizodě o měsíc více, než by měli obvykle, což Reardon popsal jako „velký přínos“. Protože před touto epizodou pracoval na seriálu pět let jako režisér, domníval se, že „se to více blíží tomu, čeho se jako režisér snažil dosáhnout, než co dělal předtím“. Přičítal to času navíc a využil ho k vložení drobných detailů, jako například že se Bart zasekl o látku židle, na které seděl, a že měl na sobě spodní prádlo místo plavek.
Mnoho vtipů o vlně veder na začátku epizody bylo založeno na minulých událostech ze života posádky. Vtip o sezení před ledničkou s mrazákem pocházel od McGratha, který podobnou věc udělal jako dítě. Springfieldský Pool-Mobile byl založen na podobném vozidle z dětství Davida Mirkina, kdy po jeho okolí často jezdil náklaďák s pouťovou atrakcí „točící se autíčka“ na korbě. Flandersův ženský křik pochází od Tress MacNeilleové, a nikoli jeho stálého dabéra Harryho Shearera. Krustyho chybná výslovnost jména Ravi Šankar byla chybou Mirkina, jenž ji v dílu zanechal, protože se mu velmi líbila.

## Kulturní odkazy
Název epizody je odkazem na novelu Josepha Conrada Srdce temnoty z roku 1899. V dílu Bart hraje deskovou hru Maršál a špión. Scéna se stavbou stodoly s přihlížejícím Amišem je odkazem na film Petera Weira Svědek z roku 1985. Název epizody Itchyho a Scratchyho odkazuje na Planetu opic, přičemž mutanti jsou odkazem na epizodu Star Treku Zvěřinec. Třetí dějství je z velké části odkazem na film Alfreda Hitchcocka Okno do dvora. Stejně jako ve filmu je zmrzačený Bart svědkem zjevné vraždy skrze svůj dalekohled, přičemž jsou použity i původní hudební náznaky. Postava Jamese Stewarta, L. B. „Jeff“ Jefferies, se objevuje dvakrát, zkarikovaná jako jeho původní filmová podoba. Obrazy na stěně Jeffova pokoje jsou stejné jako ve filmu Okno do dvora. Na konci epizody začne Martin zpívat píseň Franka Sinatry „Summer Wind“, píseň pak pokračuje instrumentálně při závěrečných titulcích místo obvyklé znělky seriálu.

## Přijetí

### Kritika
Mike Duffy epizodu pochválil a uvedl, že ukázala, že Simpsonovi jsou „stejně silní a zábavní jako kdykoli předtím“.
Elaine Linerová z Corpus Christi Caller-Times chválila scénář jako „svižný, vtipný a mnohovrstevnatý“, pochválila mnoho kulturních odkazů a všimla si „kousavého komentáře“ hlášky Maude Flandersové: „Na biblickém táboře jsem se učila být soudnější.“. Pozdější recenze se s těmito názory ztotožnily. 
Warren Martyn a Adrian Wood, autoři knihy I Can't Believe It's a Bigger and Better Updated Unofficial Simpsons Guide, shledali, že „případné vysvětlení vražedného chování (Neda) je k popukání“.
Tim Knight díl označil za „úžasný úvod řady“.

### Sledovanost
V původním americkém vysílání se díl umístil na 44. místě ve sledovanosti v týdnu od 29. srpna do 4. září 1994 s ratingem 8,9 podle Nielsenu a podílem na publiku 17 %. Epizoda byla v tomto týdnu třetím nejlépe hodnoceným pořadem na stanici Fox.